# 埃德加·科德
埃德加·弗兰克·科德（英語：Edgar Frank Codd， 1923年8月23日—2003年4月18日），小名泰德·科德（Ted Codd），生于英国英格兰多塞特郡的波特兰，计算机科学家。他为关系型数据库理论做出了奠基性的贡献。他在IBM工作期间，首创了关系模型理论。他一生中为计算机科学做出了很多有价值的贡献，而关系模型，作为一个在数据库管理方面非常具有影响力的基础理论，仍然被认为是他最引人瞩目的成就。

## 生平
埃德加·弗兰克·科德生於英格蘭的波特蘭島。在牛津大学埃克塞特学院主修数学与化学，第二次世界大战期間，成為英國皇家空軍的飞行员参戰。
1948年，他来到纽约，加入了IBM公司，成为一名数学程序员。
1953年，出于对参议员约瑟夫·麦卡锡的不满，他迁往加拿大渥太华，居住了十年。
之后他回到密歇根大学并取得了计算机科学博士学位。两年后，科德去往IBM公司位于圣何塞的阿尔马登研究中心工作。
1968年，針對「細胞自動機」提出自己的「科德細胞自動機」（以王浩的「Wang B-machine」為基礎）論點，以探討「人工生命」議題。
1981年，科德因在关系型数据库方面的贡献获得了图灵奖。
2003年4月18日，科德因心脏病在佛罗里达威廉姆斯岛的家中去世，享年79岁。